# 大罗镇 (巴中市)
大罗镇，是中华人民共和国四川省巴中市巴州区下辖的一个乡镇级行政单位。

## 行政区划
大罗镇下辖以下地区：
文昌社区、乐园村、白果坝村、字库村、铁炉垭村、董家梁村、中锋寺村、二郎村、双渔村、三溪村、元庵村、七孔村和茅寨村。